# Таміка саванова
Та́міка саванова (Cisticola brachypterus) — вид горобцеподібних птахів родини тамікових (Cisticolidae). Мешкає в Африці на південь від Сахари.

## Опис
Верхня частина тіла коричнева, спина поцяткована темними смужками. Нижня частина тіла світла, горло і груди білуваті, живіт охристий. Саванова таміка схожа на пискливу таміку, однак у неї відсутня рудувата пляма на тімені і коротший хвіст.

## Підвиди
Виділяють дев'ять підвидів:
- C. b. brachypterus (Sharpe, 1870) — від Сенегалу до західних районів Південного Судану, заходу ДР Конго і північної Анголи;
- C. b. hypoxanthus Hartlaub, 1881 — північний схід ДР Конго, Південний Судан і північна Уганда;
- C. b. zedlitzi Reichenow, 1909 — Еритрея і Ефіопія;
- C. b. reichenowi Mearns, 1911 — від південного Сомалі до північно-східної Танзанії;
- C. b. ankole Lynes, 1930 — від сходу ДР Конго і півдня Уганди до північно-західної Танзанії;
- C. b. kericho Lynes, 1930 — південно-західна Кенія;
- C. b. katonae Madarász, 1904 — від центральної Кенії до північної Танзанії;
- C. b. loanda Lynes, 1930 — від центральної Анголи до півдня ДР Конго і заходу Замбії;
- C. b. isabellinus Reichenow, 1907 — від східної Замбії і південної Танзанії до Мозамбіку.

## Поширення і екологія
Саванові таміки живуть в саванах, міомбо, на лісових галявинах, поблизу полів і термітників.

## Поведінка
Саванові таміки харчуються комахами, зокрема термітами, кониками, твердокрилими і напівтвердокрилими жуками. В Зімбвбве саванові таіки гніздяться з листопада по березень. Гніздо кулеподібне, зроблене з сухого листя, скріпленого павутинням, розміщується близько до землі. В кладці 2-4 яйця, інкубаційний період триває 14 днів. Насиджує яйця лише самиця. Пташенята покидають гніздо на 17 день.